# Innocenti
Innocenti (Pronúncia italiana: [innoˈtʃɛnti]) foi uma indústria italiana, originalmente fundada por Ferdinando Innocenti em 1920. A empresa produziu Lambretas e automóveis, muitos destes da British Leyland. A empresa foi descontinuada em 1996, 6 anos após a compra pela Fiat.

## História

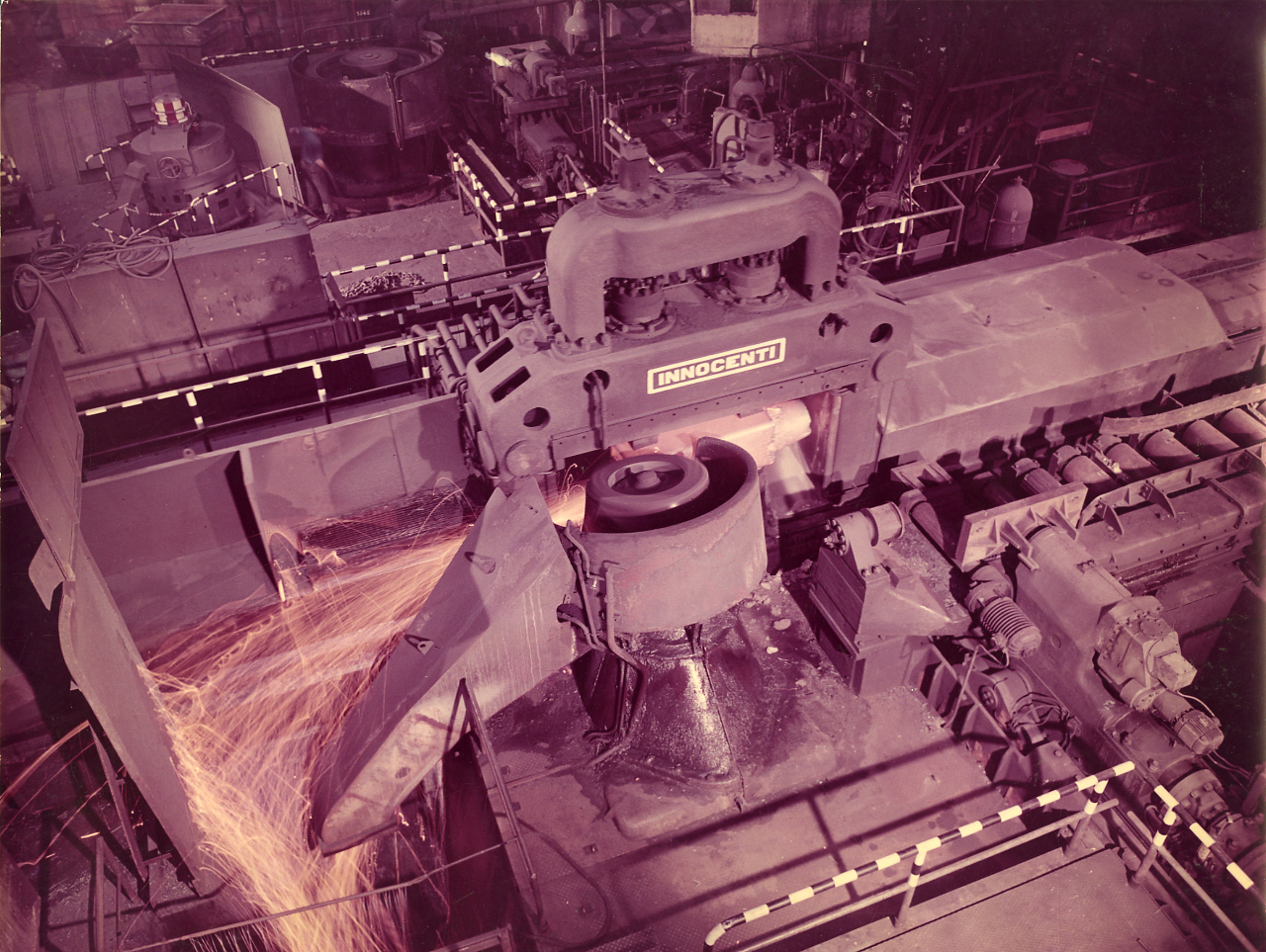
Maquinário da Innocenti em 1960

Após a Segunda Guerra Mundial, a companhia ficou famosa por suas Lambretas, como a LI125, LI150, TV175, TV200, SX125, SX150, SX200, GP125, GP150 e GP200.
De 1961 a 1976, a Innocenti fabricou sob licença da British Motor Corporation (Mais tarde British Leyland Motor Corporation) o Mini, com motores de 848 cc, 998 cc e 1.275 cc, seguido por outros modelos, incluindo o Regent (Austin Allegro), com motores de até 1.485 cc. Esta fase da empresa é comumente chamada de Leyland Innocenti. O Innocenti Spyder (1961-70) era uma versão do Austin-Healey MKII Sprite, desenhado pela Ghia. O carro era produzido pela OSI, próxima a Milão. Em 1972, a BMC adquiriu o controle da companhia.
Em 1972, os terrenos, imóveis e equipamentos da empresa foram comprados pela British Leyland em um acordo de aproximadamente £3 milhões. A BL tinha altas expectativas para a sua subsidiária recentemente adquirida quando, segundo o que eles reportaram à imprensa britânica, as vendas da Innocenti na Itália estavam atrás apenas da Fiat e a frente da Volkswagen e da Renault: havia expectativas de aumentar a produção anual de 56.452 em 1971 para 100.000. Entretanto, o pico da produção sob a BLMC foi de 62.834 em 1972, apesar de as exportações terem crescido de apenas 1 carro em 1971 para mais de 17.000 em 1974.  Demonstrando suas ambições, a empresa britânica colocou como o diretor-gerente um dos seus executivos sêniores britânicos mais jovens, o ex-controlador financeiro Geoffrey Robinson. Três anos depois, a BLMC ficou sem dinheiro e foi nacionalizada pelo governo britânico.

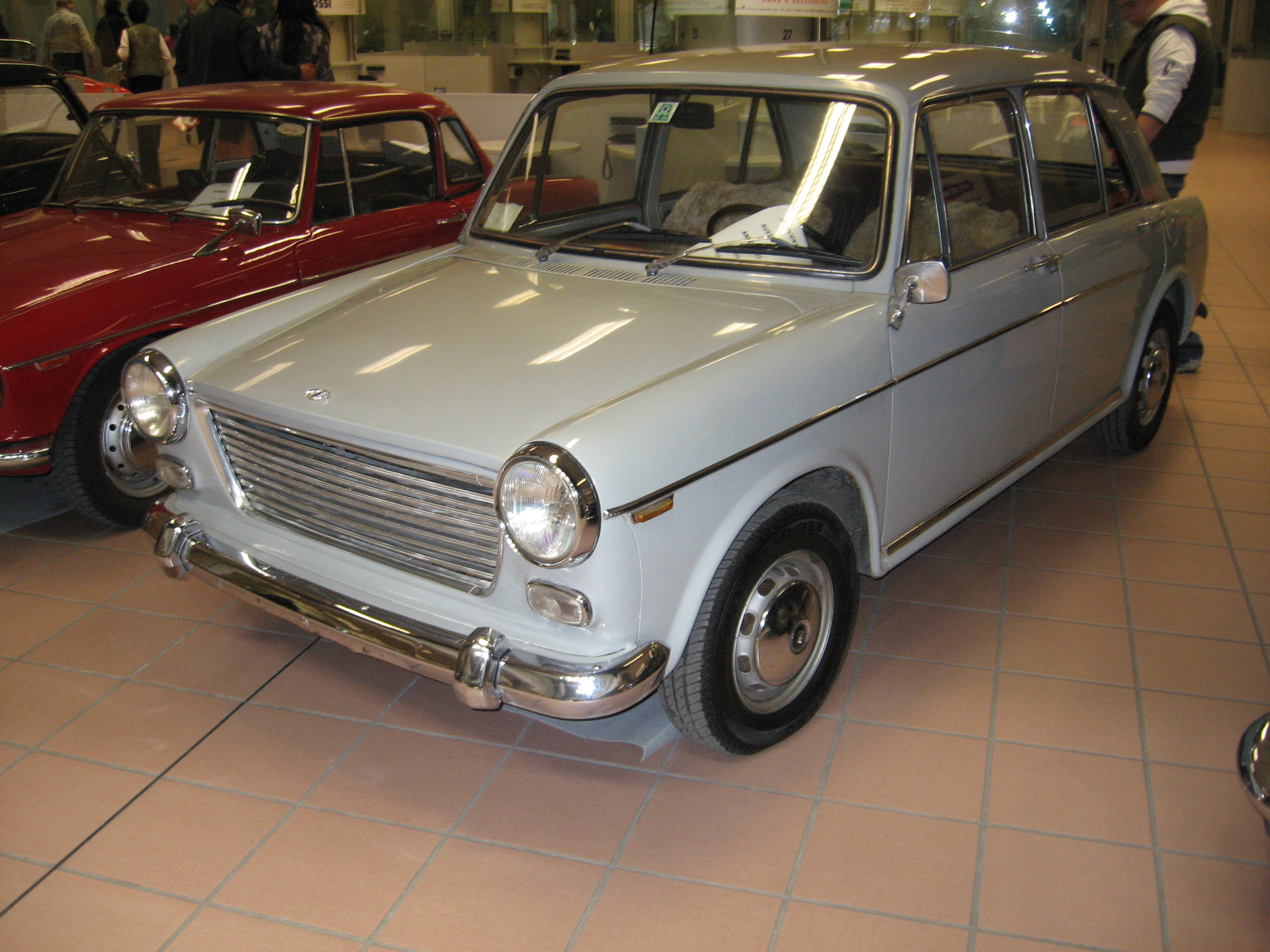
Innocenti J4

Em fevereiro de 1975, a companhia passou para Alejandro de Tomaso e foi reorganizada pelo Grupo De Tomaso sob o nome de Nuova Innocenti. Benelli possuia ações e a British Leyland manteve 5% com a De Tomaso possuindo 44% com auxílio de um plano de resgate da GEPI, uma agência pública italiana que fornecia investimentos para corporações com dificuldades financeiras. A administração era de total responsabilidade da De Tomaso, mas, e também depois em 1976, a GEPI e a De Tomaso combinaram seus 95% da Innocenti (além de toda a Maserati) em uma nova holding. 
Porém, com a perda do Mini, o Austin I5 e o Regent, as vendas estavam em queda livre. A produção foi reduzida quase que pela metade em 1975 e caiu para aproximadamente um quinto dos níveis de 1974 em 1976. Após essa crise, o novo Mini, estilizado pela Bertone começou a vender melhor e a produção subiu para estáveis 40.000 ao ano no final dos anos 70. Os primeiros modelos tinham uma carroceria de 5 lugares desenhada pela Bertone e estavam disponíveis com os motores Leyland de 998 cc e 1.275 cc.
As exportações, que eram compostas majoritariamente pelas concessionárias locais da British Leyland, começaram a diminuir no início da década de 1980 porque a BL não queria competição interna do Innocenti Mini. As vendas à França (o maior mercado exportador da Innocenti) pararam em 1980, e as vendas alemãs em 1982.  Na mesma época, o acordo com os motores Leyland acabou e a produção logo despencou para pouco mais de 20.000. Tendo perdido o seu fornecimento de motores assim como toda a sua rede de concessionárias de exportação, a Innocenti encontrou-se sem um produto e meios de vendê-lo.
Contudo, a japonesa Daihatsu estava precisando uma parceira na Europa. Além de fornecer o conjunto mecânico, a Daihatsu deu à Innocenti acesso à sua florescente rede de concessionárias, entrando primeiramente nos mercados da França, Bélgica e Suíça. Já a Daihatsu ganhou acesso ao mercado italiano, e meios de entrar em outros mercados que possuiam fortes barreiras para carros japoneses. O fato de a Innocenti, assim como a Daihatsu, ser uma empresa focada em carros pequenos apenas fez a união mais fácil. Isso era tão verdade que, a partir do ano-modelo 1983, o Innocenti foi completamente reprojetado, agora usando o motor de 993 cc de três cilindros do Daihatsu Charade e uma suspensão inteiramente nova. A aparência, no entanto, não mudou, mesmo sendo, essencialmente, um novo carro. A De Tomaso desenvolveu uma versão Turbinada do motor que foi usada tanto por modelos Innocenti quanto Daihatsu.

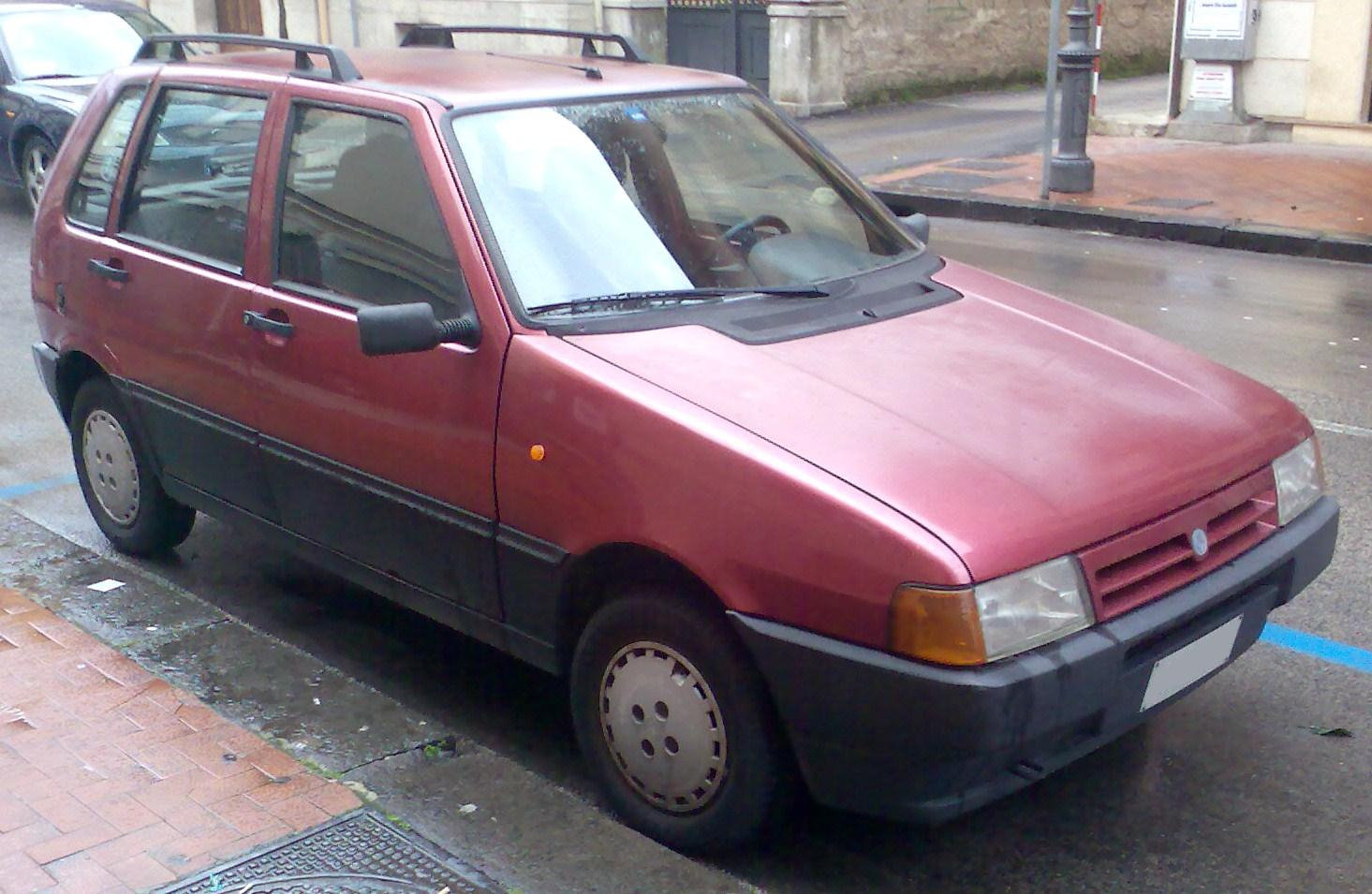
Innocenti Mille

Além de fabricar seus próprios veículos, a De Tomaso, também utilizou as fábricas da Innocenti para produzir as carrocerias e a montagem final do Maserati Biturbo, Quattroporte e do Chrysler TC by Maserati. Com a produção em queda, e os preços dos produtos similares da Fiat aumentando, a Innocenti tentou manter-se relevante adicionando mais equipamentos em seus veículos. A Innocenti continuou produzindo seus próprios veículos até o começo de 1993. Desde 1990, quando foi adquirida pela Fiat, a Innocenti também vendeu o Yugo Koral e os modelos brasileiros Fiat Elba e Uno Mille no mercado italiano. A marca foi descontinuada quando a venda destes modelos rebatizados terminaram em 1996.

## Relançamento em 2018
A Lambretta foi relançada novamente na exposição de motos de MIlão EICMA, em novembro de 2017. Depois da compra da marca Lambretta pela Innocenti SA, agora um consórcio suíço, um novo modelo de motoneta, o V-special, foi lançado, disponível com motores de 50cc, 125cc e 200cc, e projetado para atender aos padrões Euro 4. A moto foi projetada na Áustria pela empresa austríaca Kiska, mas é produzida na Ásia. Houve exportações para a Austrália, Filipinas, Europa, Estados Unidos e Reino Unido. A companhia planeja reintroduzir modelos clássicos no futuro. A Lambretta está desenvolvendo plantas de produção na Índia, em conjunto com a Lohia Auto de Noida e o Grupo Bird de Nova Deli. Há planos de lançar uma motoneta elétrica em 2020.